# Альб (верхний приток Рейна)
Альб (нем. Alb) — река в Германии, протекает по земле Баден-Вюртемберг, речной индекс 2374. Общая длина реки составляет 51,1 км, площадь бассейна — 446,7 км². Высота истока 751 м. Высота устья 101 м.

## География
Альб вытекает из Северного Шварцвальда в округе Карлсруэ, близ Эттлингена, течёт по Верхнерейнской низменности и впадает в Рейн ниже Книлингена. По долине реки проходит железнодорожная ветка Альбтальбан.
В Альб впадает река Федербах.